# Halowe Mistrzostwa Świata w Lekkoatletyce 2014 – bieg na 800 m mężczyzn
Bieg na 800 metrów mężczyzn – jedna z konkurencji rozgrywanych podczas 15. Halowych Mistrzostw Świata w Sopocie.
Biegi eliminacyjne odbyły się 7 marca, a finał rozegrano ostatniego dnia zawodów – 9 marca.
Tytuł mistrzowski z 2012 roku obronił Etiopczyk Mohammed Aman.

## Rekordy
W poniższej tabeli przedstawiono (według stanu przed rozpoczęciem mistrzostw) rekordy świata, poszczególnych kontynentów, halowych mistrzostw świata a także najlepszy wynik na świecie w sezonie halowym 2014.
| Halowy rekord świata              | Wilson Kipketer    | 1:42,67 | Paryż         | 9 marca 1997     |
| Rekord halowych mistrzostw świata | Wilson Kipketer    | 1:42,67 | Paryż         | 9 marca 1997     |
| Lider tabel sezonu 2014           | Mohammed Aman      | 1:44,52 | Birmingham    | 15 lutego 2014   |
| Halowy rekord Afryki              | Mohammed Aman      | 1:44,52 | Birmingham    | 15 lutego 2014   |
| Halowy rekord Ameryki Południowej | José Luíz Barbosa  | 1:45,43 | Pireus        | 8 marca 1989     |
| Halowy rekord Ameryki Północnej   | Johnny Gray        | 1:45,00 | Sindelfingen  | 8 marca 1992     |
| Halowy rekord Australii i Oceanii | Ryan Foster        | 1:47,48 | State College | 30 stycznia 2010 |
| Halowy rekord Azji                | Youssef Saad Kamel | 1:45,26 | Walencja      | 9 marca 2008     |
| Halowy rekord Europy              | Wilson Kipketer    | 1:42,67 | Paryż         | 9 marca 1997     |

## Terminarz
| Data         | Godzina | Runda      |
| ------------ | ------- | ---------- |
| 7 marca 2014 | 13:30   | Eliminacje |
| 9 marca 2014 | 17:20   | Finał      |

## Wyniki
| CR – rekord mistrzostw \| NR – rekord kraju \| AR – rekord kontynentu \| SB – najlepszy wynik w sezonie \| PB – rekord życiowy |

### Eliminacje
Do zawodów przystąpiło 19 zawodników. Aby dostać się do finału trzeba było wygrać swój bieg eliminacyjny (Q) lub znaleźć się w gronie 3 najszybszych zawodników, którzy się nie zakwalifikowali (q).
| Pozycja | Bieg | Zawodnik                  | Reprezentacja     | Czas    | Uwagi |
| ------- | ---- | ------------------------- | ----------------- | ------- | ----- |
| 1.      | 3    | Adam Kszczot              | Polska            | 1:45,76 | Q     |
| 2.      | 3    | Andrew Osagie             | Wielka Brytania   | 1:45,88 | q     |
| 3.      | 2    | André Olivier             | Południowa Afryka | 1:46,18 | Q     |
| 4.      | 2    | Marcin Lewandowski        | Polska            | 1:46,26 | q     |
| 5.      | 2    | Thijmen Kupers            | Holandia          | 1:46,55 | q, PB |
| 6.      | 1    | Mohammed Aman             | Etiopia           | 1:46,73 | Q     |
| 7.      | 1    | Stiepan Poistogow         | Rosja             | 1:47,11 |       |
| 8.      | 2    | Nick Symmonds             | Stany Zjednoczone | 1:47,29 | SB    |
| 9.      | 1    | Kevin López               | Hiszpania         | 1:47,34 |       |
| 10.     | 3    | Jeremiah Kipkorir Mutai   | Kenia             | 1:47,41 |       |
| 11.     | 1    | Mukhtar Mohammed          | Wielka Brytania   | 1:47,59 | SB    |
| 12.     | 3    | Mark English              | Irlandia          | 1:47,60 |       |
| 13.     | 1    | Erik Sowinski             | Stany Zjednoczone | 1:48,04 |       |
| 14.     | 3    | Kristinn Thór Kristinsson | Islandia          | 1:51,20 | PB    |
| 15.     | 3    | Brice Etès                | Monako            | 1:51,24 | NR    |
| 16.     | 2    | Farkhod Kuralov           | Tadżykistan       | 1:51,36 | NR    |
| 17.     | 1    | Tenirberdi Suiunbaev      | Kirgistan         | 2:00,51 | PB    |
| 18 !    | 2    | Musaeb Abdulrahman Balla  | Katar             | DSQ     |       |
| 19 !    | 1    | Saddam Hussain            | Pakistan          | DSQ     |       |

### Finał
| Pozycja | Zawodnik           | Reprezentacja     | Czas    |
| ------- | ------------------ | ----------------- | ------- |
| 1.      | Mohammed Aman      | Etiopia           | 1:46,40 |
| 2.      | Adam Kszczot       | Polska            | 1:46,76 |
| 3.      | Andrew Osagie      | Wielka Brytania   | 1:47,10 |
| 4.      | André Olivier      | Południowa Afryka | 1:47,31 |
| 5.      | Thijmen Kupers     | Holandia          | 1:47,74 |
| 6 !     | Marcin Lewandowski | Polska            | DSQ     |